# USS Daniel Inouye (DDG-118)
USS Daniel Inouye (DDG-118) — есмінець типу «Арлі Берк» ВМС США. Названий на честь сенатора Деніела Іноуї від штату Гаваї, котрий був нагороджений Медаллю Пошани за проявлений героїзм під час Другої світової війни в Італії.
Закладений 14 травня 2018, хрещений вдовою сенатора, Іреною Гірано Іноуї 22 червня 2019 року.
Верф General Dynamics Bath Iron Works передала майбутній USS Daniel Inouye (DDG 118) ВМС США 8 березня 2021 року. Перед тим корабель успішно пройшов низку заводських випробувань.
Введенно в експлуатацію 8 грудня 2021 року.